# Haparanda skärgård
Haparanda skärgård este o arie protejată (arie specială de conservare — SAC, sit de importanță comunitară — SCI, arie de protecție specială avifaunistică — SPA) din Suedia întinsă pe o suprafață de 7.430,5 ha, integral pe uscat.

## Localizare
Centrul sitului Haparanda skärgård este situat la coordonatele 65°36′18″N 23°46′11″E / 65.6049°N 23.7696°E.

## Înființare
Situl Haparanda skärgård a fost declarat sit de importanță comunitară în decembrie 1995 pentru a proteja 3 specii de plante și 37 de specii de animale. Alte tipuri de protecție:
- arie de protecție specială avifaunistică (în decembrie 1996)[2]
- arie specială de conservare (în martie 2011)[1][3][4]

## Biodiversitate
Situată în ecoregiunile boreală și marină baltică, aria protejată conține 12 habitate naturale: Păduri caducifoliate de mlaștină fino-scandinave, Litoraluri nisipoase din Baltica boreală cu vegetație perenă, Pajiști uscate europene, Păduri naturale în etape succesive primare ale suprafețelor emergente de coastă, Dune împădurite din regiunile atlantică, continentală și boreală, Mlaștini turboase de tranziție și turbării mișcătoare, Vegetație perenă pe țărmurile stâncoase, Taiga vestică, Pășuni de coastă din Baltica boreală, Terase mlăștinoase și terase nisipoase neacoperite de apă la reflux, Bancuri de nisip acoperite în permanență slab de apă marină, Recifuri.
La baza desemnării sitului se află mai multe specii protejate:
- plante (3): Alisma wahlenbergii, Artemisia campestris subsp. bottnica, Primula nutans
- păsări (35): minunița (Aegolius funereus), gâscă cenușie (Anser anser), ciuf de câmp (Asio flammeus), cocoșul de mesteacăn (Bonasa bonasia), prundaș gulerat mare (Charadrius hiaticula), erete de stuf (Circus aeruginosus), erete vânăt (Circus cyaneus), lebădă de iarnă (Cygnus cygnus), presură de grădină (Emberiza hortulana), presură de stuf (Emberiza schoeniclus), șoim de iarnă (Falco columbarius), vânturel roșu (Falco tinnunculus), cufundar polar (Gavia arctica), cufundar mic (Gavia stellata), capîntortură (Jynx torquilla), sfrâncioc roșiatic (Lanius collurio), sitar de mal nordic (Limosa lapponica), gușă albastră (Luscinia svecica), ferestraș mic (Mergus albellus), Mergus serrator, vultur pescar (Pandion haliaetus), notatița cu ciocul subțire (Phalaropus lobatus), bătăuș (Philomachus pugnax), pitulice verzuie (Phylloscopus trochiloides), pitulice-fluierătoare (Phylloscopus trochilus), ciocănitoare de munte (Picoides tridactylus), ploier auriu (Pluvialis apricaria), cresteț pestriț (Porzana porzana), lăstun de mal (Riparia riparia), chiră mică (Sterna albifrons), pescăriță mare (Sterna caspia), chiră de baltă (Sterna hirundo), Sterna paradisaea, Surnia ulula, fluierar de mlaștină (Tringa glareola)
- mamifere (2): Halichoerus grypus, Phoca hispida botnica